# 岢岚州故城
岢岚州故城，位于中华人民共和国山西省忻州市岢岚县岚漪镇西街村四周，已列为山西省文物保护单位。

## 保护
2021年8月4日，岢岚州故城由山西省人民政府公布为第六批山西省文物保护单位，编号6-10。